# Phoma septicidalis
Phoma septicidalis är en lavart som beskrevs av Boerema 1979. Phoma septicidalis ingår i släktet Phoma, ordningen Pleosporales, klassen Dothideomycetes, divisionen sporsäcksvampar och riket svampar.   Inga underarter finns listade i Catalogue of Life.